# Núi Ararat

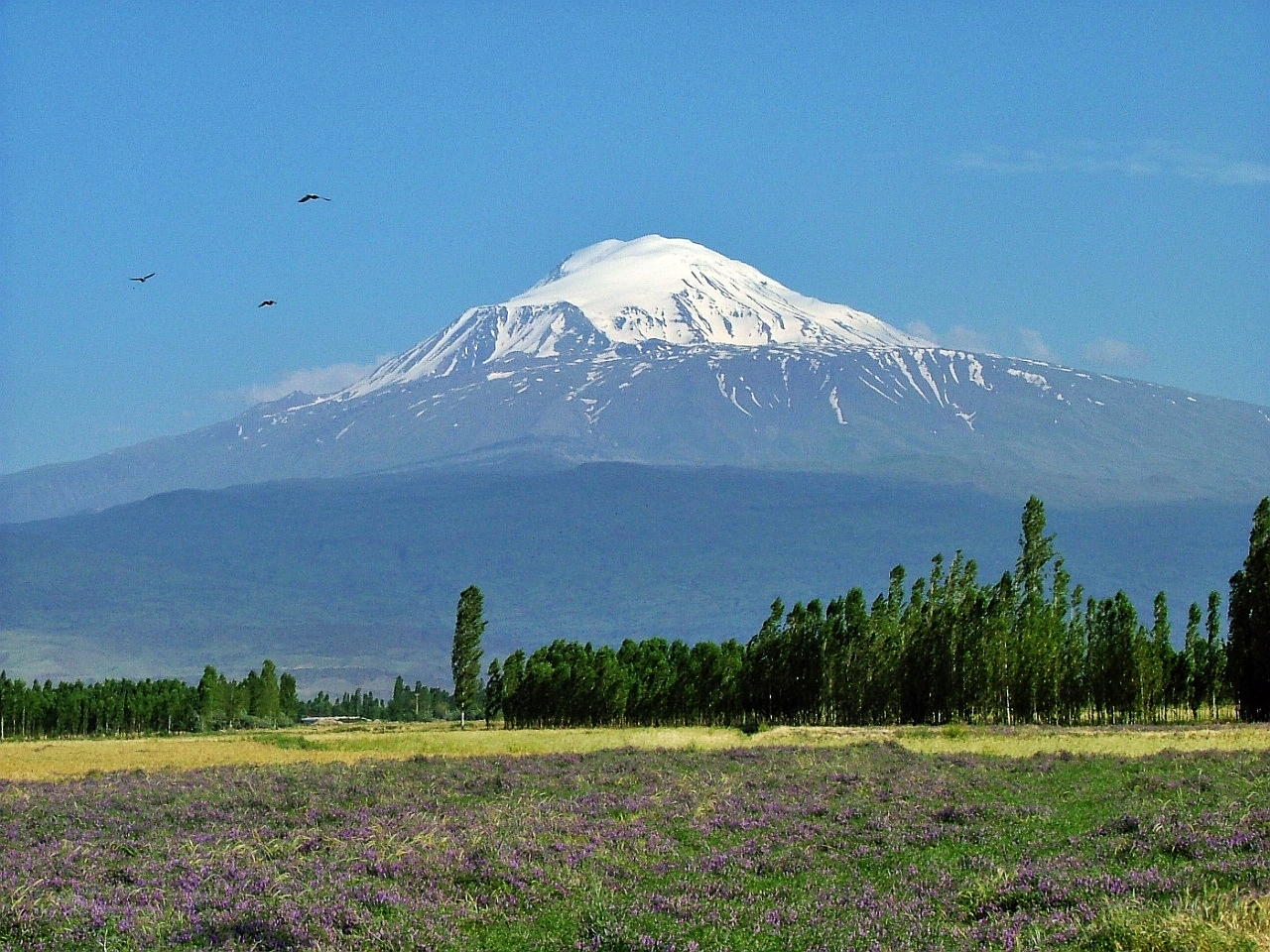
Ararat nhìn từ Iğdır, Thổ Nhĩ Kỳ.

Núi Ararat là một núi lửa hình nón ở Thổ Nhĩ Kỳ. Nó có hai đỉnh Đại Ararat (đỉnh cao nhất ở Thổ Nhĩ Kỳ với độ cao 5.137m) và Tiểu Ararat (với độ cao 3.896m). Khối núi Ararat có đường kính khoảng 40km. Ranh giới giữa Armenia-Thổ Nhĩ Kỳ nằm ở phía đông của Tiểu Ararat. Ở khu vực này, theo Hiệp ước Tehran năm 1932, sự thay đổi ranh giới theo hướng thuận lợi cho Thổ Nhĩ Kỳ và nước này giữ phần sườn phía đông của Tiểu Ararat.